# Rosmarinheide
Die Rosmarinheide (Andromeda polifolia), auch Polei-Gränke, Lavendelheide, Poleirosmarinheide und Sumpfrosmarin genannt, ist die einzige Art der Gattung Andromeda innerhalb der Familie der Heidekrautgewächse (Ericaceae). Sie wurde zur Blume des Jahres 1991 gewählt.

## Beschreibung

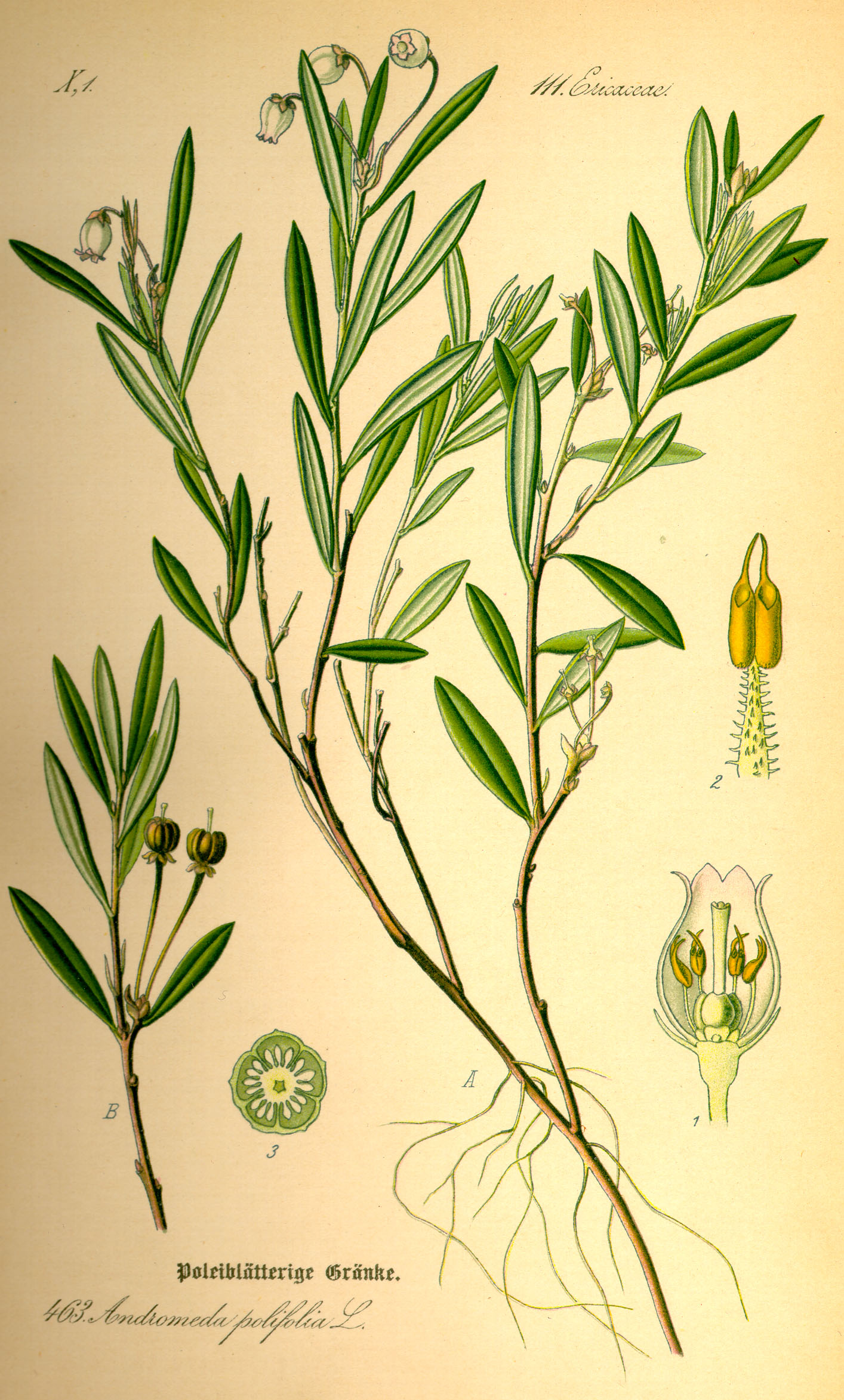
Illustration

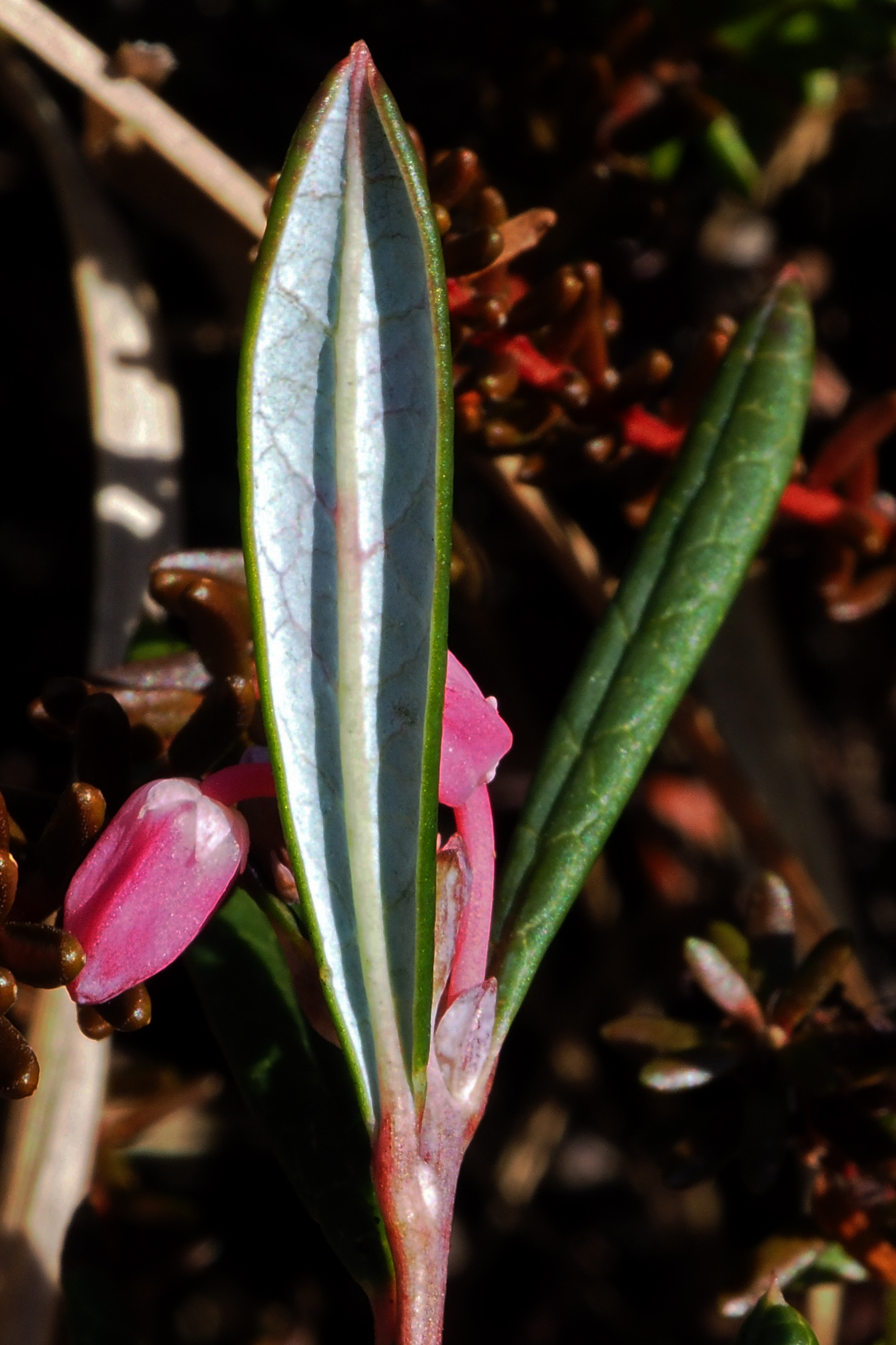
Blattunterseite

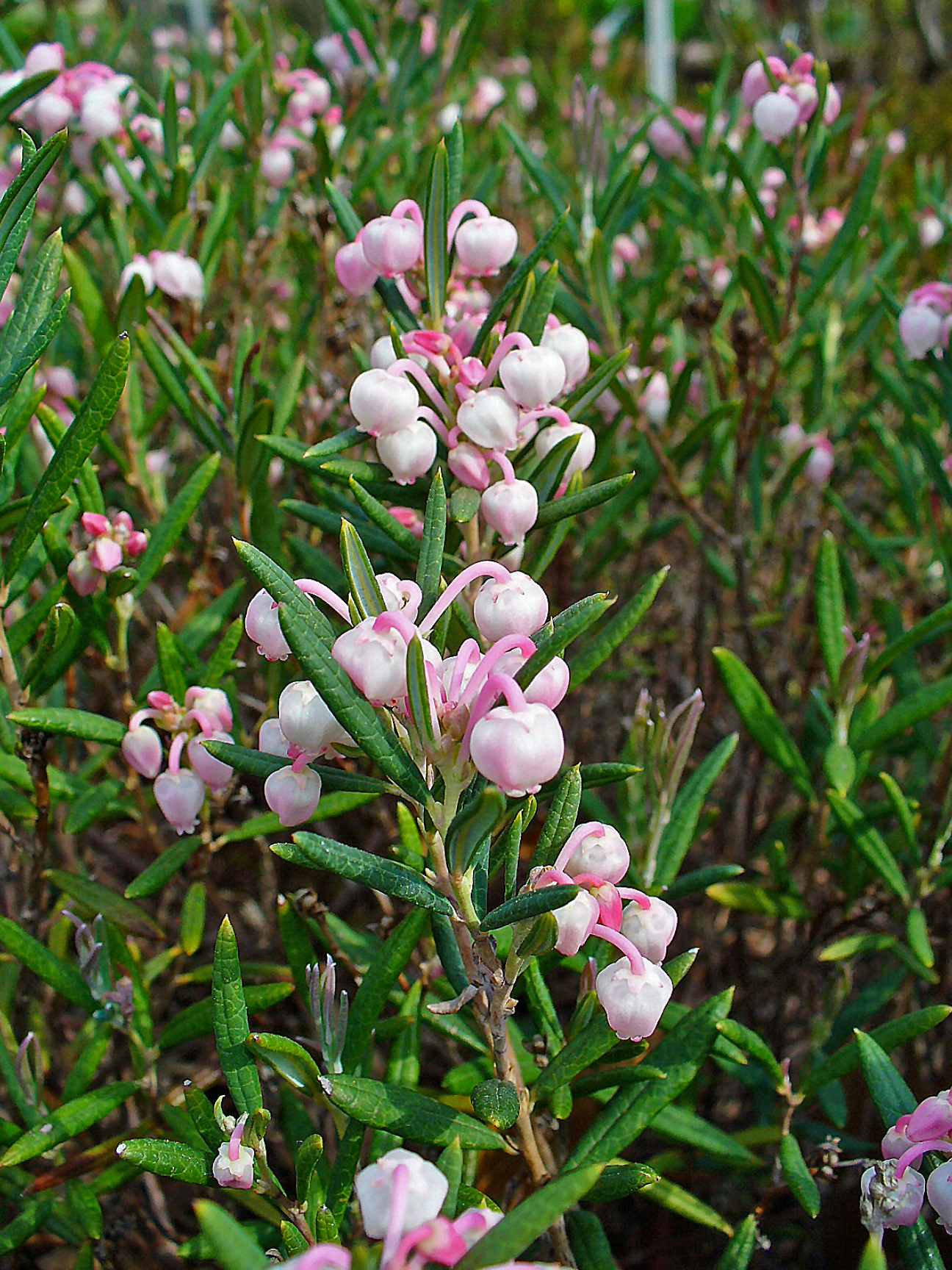
Habitus, Laubblätter und Blüten

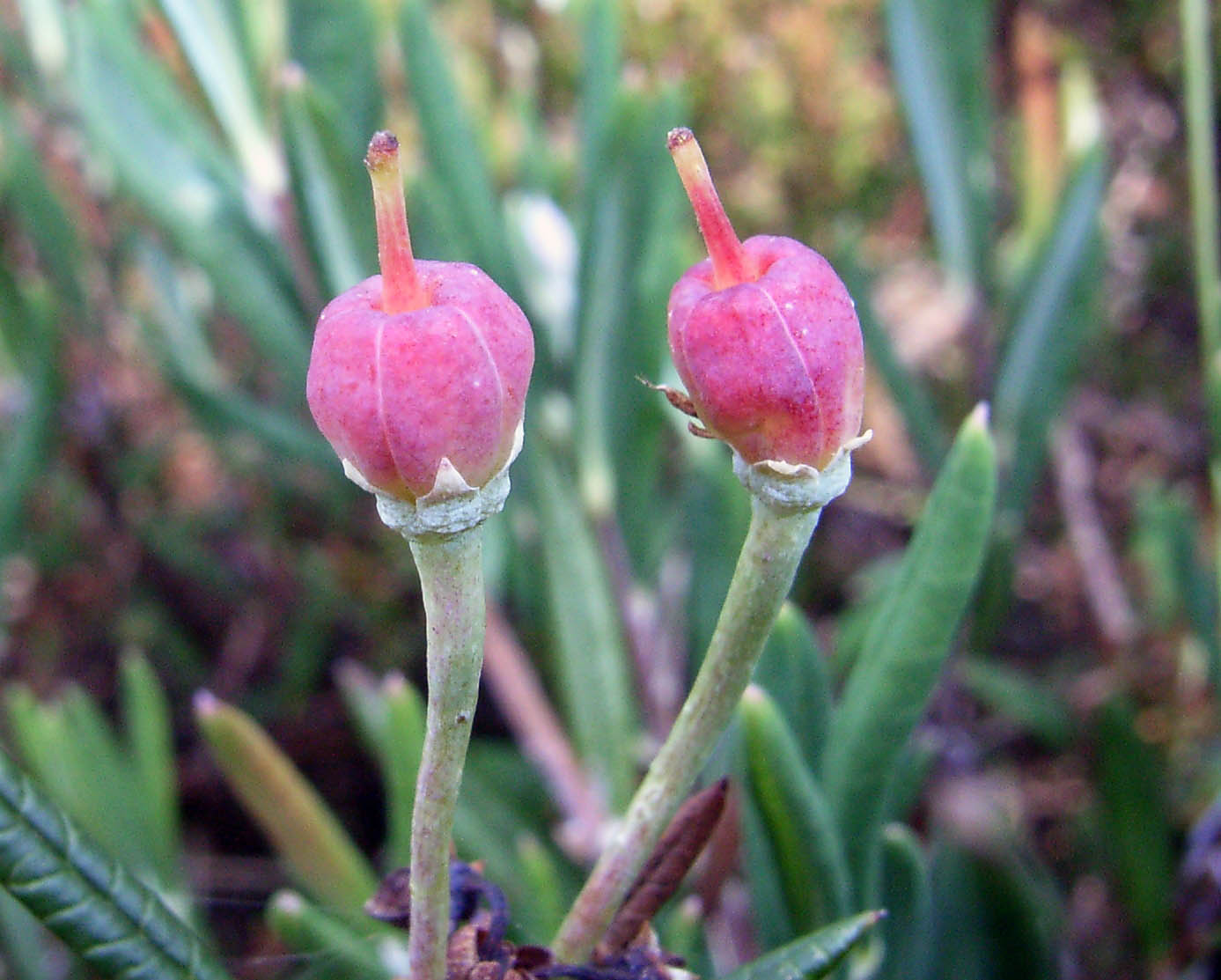
Früchte

### Vegetative Merkmale
Die Rosmarinheide ist eine verholzende, immergrüne ausdauernde Pflanze, ein Zwergstrauch, der Wuchshöhen von 15 bis 30 Zentimetern erreicht. Sie bildet unterirdische Ausläufer.
Die wechselständig an den Zweigen angeordneten Laubblätter sind in kurzen Blattstiel und Blattspreite gegliedert. Die einfache lederige Blattspreite ist elliptisch oder lineal-lanzettlich und 15 bis 40 Millimeter lang. Die Blattoberseite ist dunkelgrün, die Blattunterseite ist weißlich. Der Blattrand ist umgerollt. Die Laubblätter ähneln somit denen des Rosmarin, woher diese Pflanzenart auch den Trivialnamen Rosmarinheide hat.

### Generative Merkmale
Die Rosmarinheide bildet in einem schirmtraubigen Blütenstand zwei bis fünf, seltener bis acht nickende Blüten. Die Blütenstiele sind drei- bis viermal länger als die Blüten. Der Kelch ist tief fünfspaltig, die Zipfel sind eilanzettlich, zugespitzt und völlig kahl. Die eiförmigen und rosafarben bis weißen Kronblätter sind miteinander kugelig bis glockenförmig verwachsen. Die Krone ist 4 bis 6,5 Millimeter lang. Die 10 Staubblätter erreichen etwa ein Drittel der Kronenlänge. Der Griffel ist zylindrisch und eingeschlossen. Die aufrechten, bei Reife braunen, kugeliogen, fünffächerigen Kapselfrüchte enthalten viele Samen. Die Samen sind eiförmig und etwa 1,5 Millimeter lang.
Die Chromosomenzahl beträgt 2n = 48.

## Ökologie und Phänologie
Die Rosmarienheide ist ein immergrüner Zwergstrauch. Vegetative Vermehrung erfolgt durch unterirdische Ausläufer. Ihre Wurzel bildet eine Mykorrhiza vom Ericaceen-Typ.
Blütenökologisch handelt es sich um „Hängende Glockenblumen mit Streueinrichtung“, d. h. der Pollen rieselt beim Anflug auf die Besucher herab. Bestäuber sind Bienen, Hummeln und andere Hautflügler; aber auch Selbstbestäubung findet statt. Blütezeit reicht von Mai bis Juli.
Die Kapselfrüchte springen mit fünf Fruchtklappen auf und fungieren als Windstreuer. Die Samen können sich als Körnchenflieger ausbreiten. Die Rosmarienheide ist ein Wintersteher. Fruchtreife ist von August bis Oktober. Zur Keimung benötigt sie einen Kältereiz (Kältekeimer) und Licht (Lichtkeimer).

## Toxikologie
Die Rosmarinheide ist in allen Pflanzenteilen stark giftig. Ihr Genuss erzeugt Schwindel, Erbrechen und Krämpfe.
Hauptwirkstoffe sind Andromedotoxin, außerdem mehrere Iridoidglykoside; nach neueren Angaben sollen aber keine Diterpene vorhanden sein.
Vergiftungen sind bei Weidetieren, insbesondere bei Schafen und Ziegen aufgetreten.
Beim Menschen sind Vergiftungen durch Honig aufgetreten, der von der Rosmarinheide stammt. Vergiftungen durch solchen Honig, der im türkischen Schwarzmeergebiet erworben worden war, wurden 1981 und 1982 in österreichischen Spitälern behandelt. Unter symptomatischer Therapie erholten sich die Patienten innerhalb von 24 Stunden aber wieder vollständig.

## Vorkommen
Andromeda polifolia ist auf der Nordhalbkugel zirkumpolar in Eurasien und Nordamerika weitverbreitet. Im Norden erreicht die Art am Nordkap 71° 7' nördlicher Breite, in Westgrönland sogar 74° nördlicher Breite.
Die Rosmarinheide ist in Deutschland, in Bayern (besonders Bayerischer Wald, Fichtelgebirge, Rhön), Baden-Württemberg (vor allem Oberschwaben, Schwarzwald), und in norddeutschen Moorgebieten verbreitet. In anderen Gebieten ist sie entsprechend der Seltenheit des Habitats auch selten zu finden.
In den Allgäuer Alpen steigt die Rosmarinheide im Wasenmoos bei Unterkrumbach in Vorarlberg bis zu einer Höhenlage von 1700 Meter auf. Sie steigt im Oberengadin bis 2000 Meter Meereshöhe auf.
Die ökologischen Zeigerwerte nach Landolt et al. 2010 sind in der Schweiz: Feuchtezahl F = 4+w (nass aber mäßig wechselnd), Lichtzahl L = 4 (hell), Reaktionszahl R = 1 (stark sauer), Temperaturzahl T = 3 (montan), Nährstoffzahl N = 1 (sehr nährstoffarm), Kontinentalitätszahl K = 2 (subozeanisch).
Die Rosmarinheide ist ein Bewohner der Heide- und Hochmoore. Sie ist kalkmeidend und benötigt offene Standorte. Die familientypische Mykorrhiza ermöglicht es Andromeda polifolia auf stark stickstoffarmen Böden, wie es Heiden und Hochmoore sind, zu wachsen. In Mitteleuropa ist die Rosmarinheide eine Ordnungscharakterart des Sphagnetalia.

## Systematik und Verbreitung
Die Erstveröffentlichung von Andromeda polifolia erfolgte 1753 durch Carl von Linné in Species Plantarum, Tomus 1, S. 393.
Je nach Autor gibt es von Andromeda polifolia Unterarten:
- Andromeda polifolia L. subsp. polifolia (Syn.: Andromeda polifolia var. concolor B.Boivin): Sie ist auf der Nordhalbkugel in Eurasien und Nordamerika weitverbreitet.[7]
- Andromeda polifolia subsp. pumila V.M.Vinogr.: Sie kommt in Litauen und in Russland vor.[6]
- Andromeda polifolia var. latifolia Aiton (Syn.: Andromeda canescens Small, Andromeda glaucophylla Link, Andromeda glaucophylla var. iodandra Fernald, Andromeda polifolia subsp. glaucophylla (Link) Hultén, Andromeda polifolia var. glaucophylla (Link) DC.): Sie ist auf der Nordhalbkugel in Eurasien und Nordamerika weitverbreitet.[7]

## Krankheiten

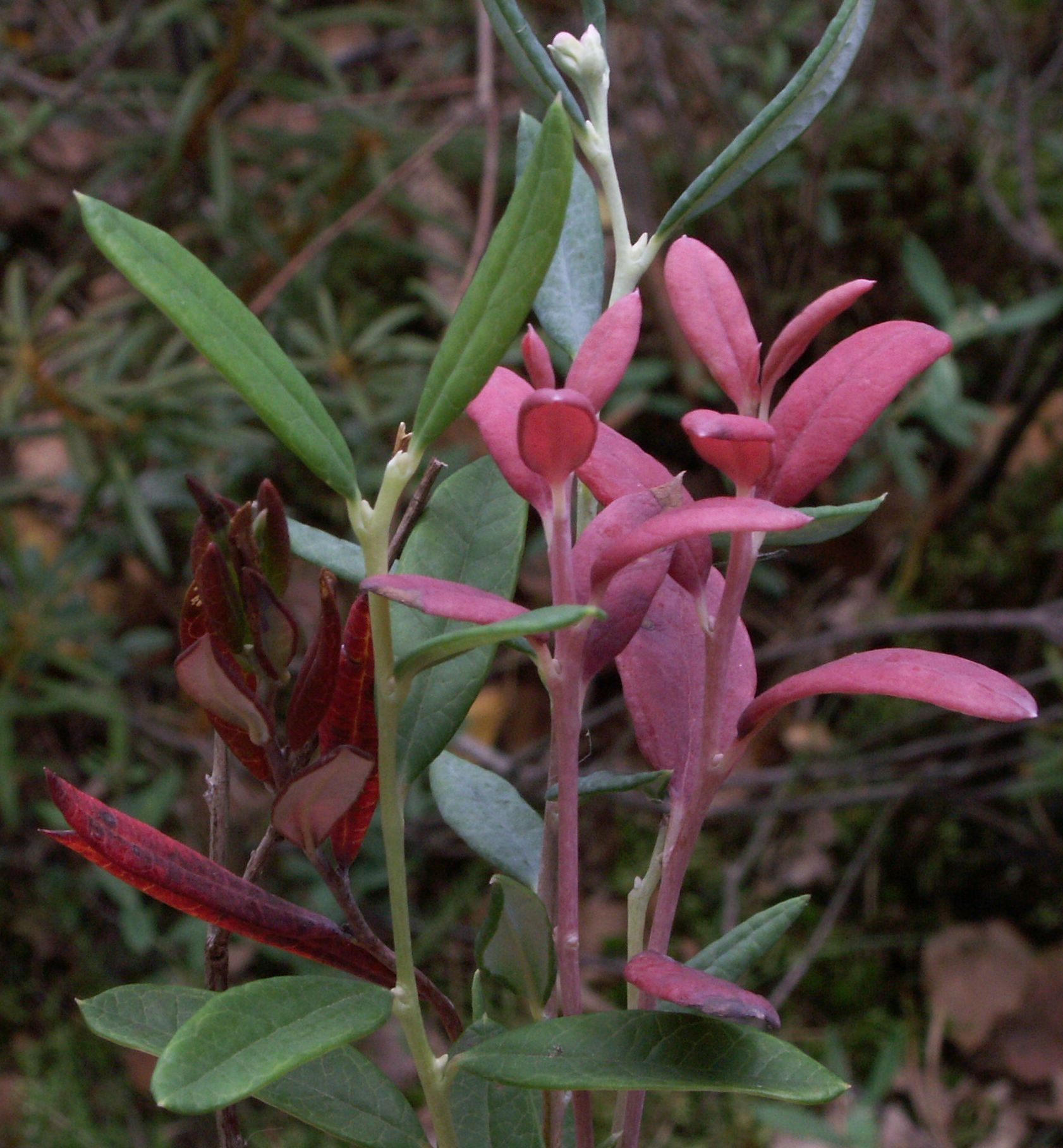
Von Andromeda-Nacktbasidie befallener Spross der Rosmarinheide (links) neben gesunden Sprossen (Mitte, rechts)

Die Rosmarinheide wird von den beiden Nacktbasidien Andromeda-Nacktbasidie (Exobasidium karstenii) und Exobasidium sundstroemii befallen. Bei ersterer sind die Blätter breiter als normal und sind oberseits purpur- bis schwarzrot gefärbt. Bei einem Befall mit Exobasidium sundstroemii sind die Blätter kaum vergrößert, jedoch rotlila grün fleckig.  Der Rosmarinheiden-Runzelschorf (Rhytisma andromedae) bildet 2 bis 10 Millimeter breite schwarze Flecken auf der Blattoberseite.

## Trivialnamen
Für die Rosmarinheide sind oder waren, zum Teil nur regional, auch die Bezeichnungen Gränke, kleine Gränze, kleine Grantze (Schlesien), klein Post (Mark), klein Prost (Mark), klein Rosmarin (Schlesien, Mecklenburg, Kärnten), wild Rosmarin (Schlesien, Mecklenburg, Kärnten), klein Rosmarinheide, Torfheide und Torfrosmarin gebräuchlich.

## Namensgebung
Die meisten Namen dieser Pflanzenart beziehen sich auf die Ähnlichkeit mit anderen Pflanzenarten, so auch das wissenschaftliche Artepitheton polifolia für „poleiblättrig“, welches mit Polei-Gamander Teucrium polium vergleicht.
Hermann Löns widmete der Rosmarinheide sein Gedicht „Verloren“.

Bilder
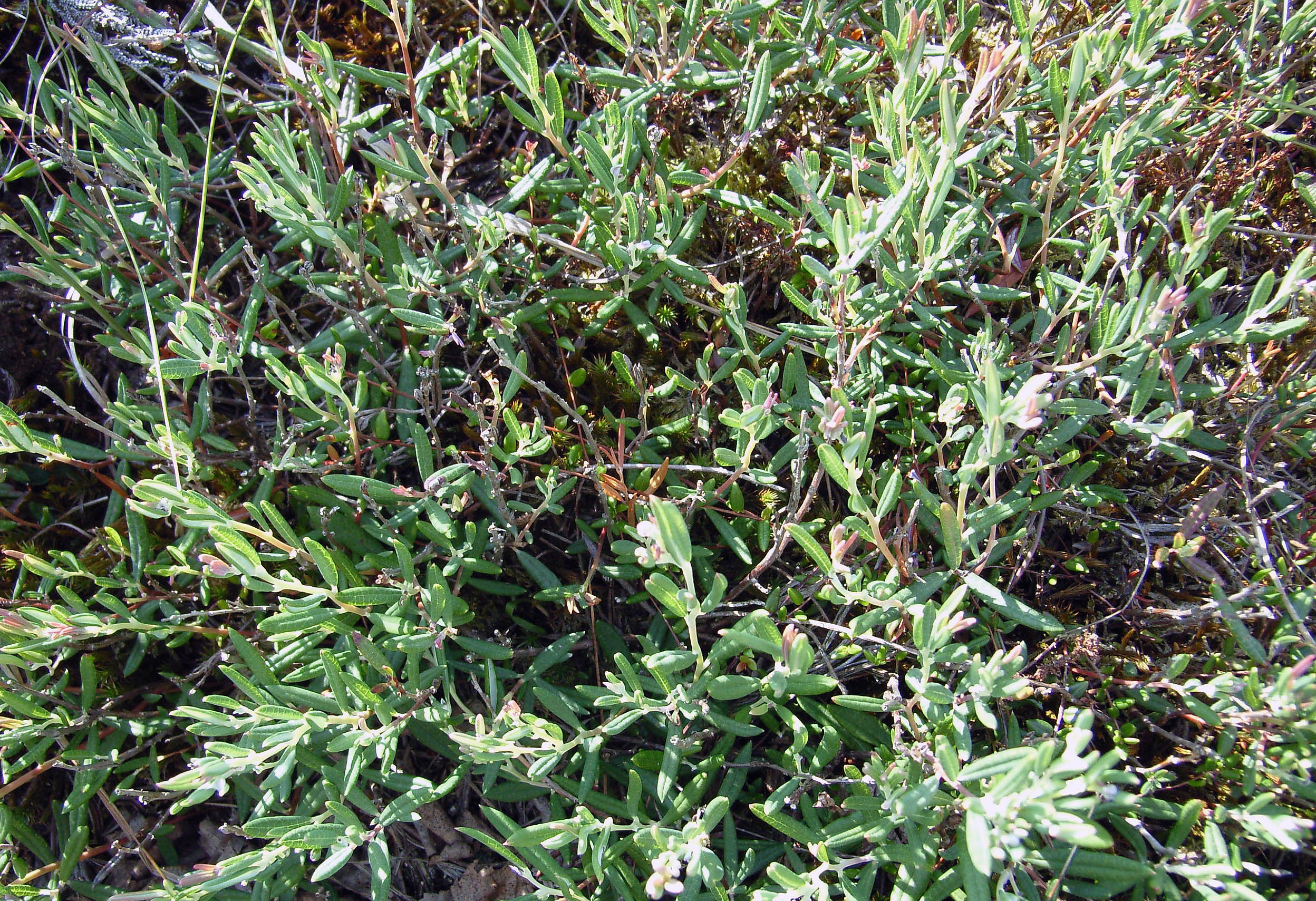
Bestand der Rosmarinheide
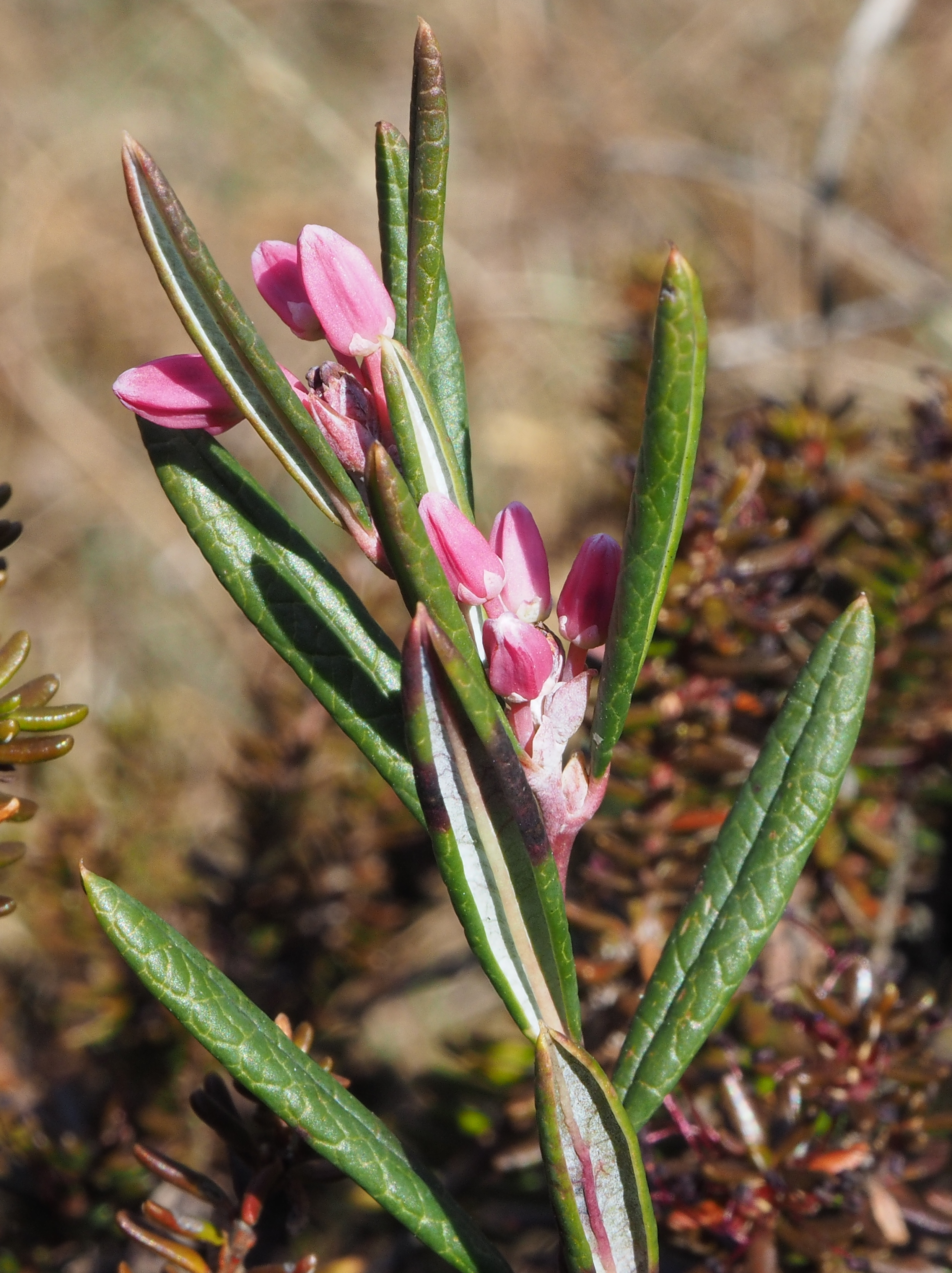
Blütenansatz
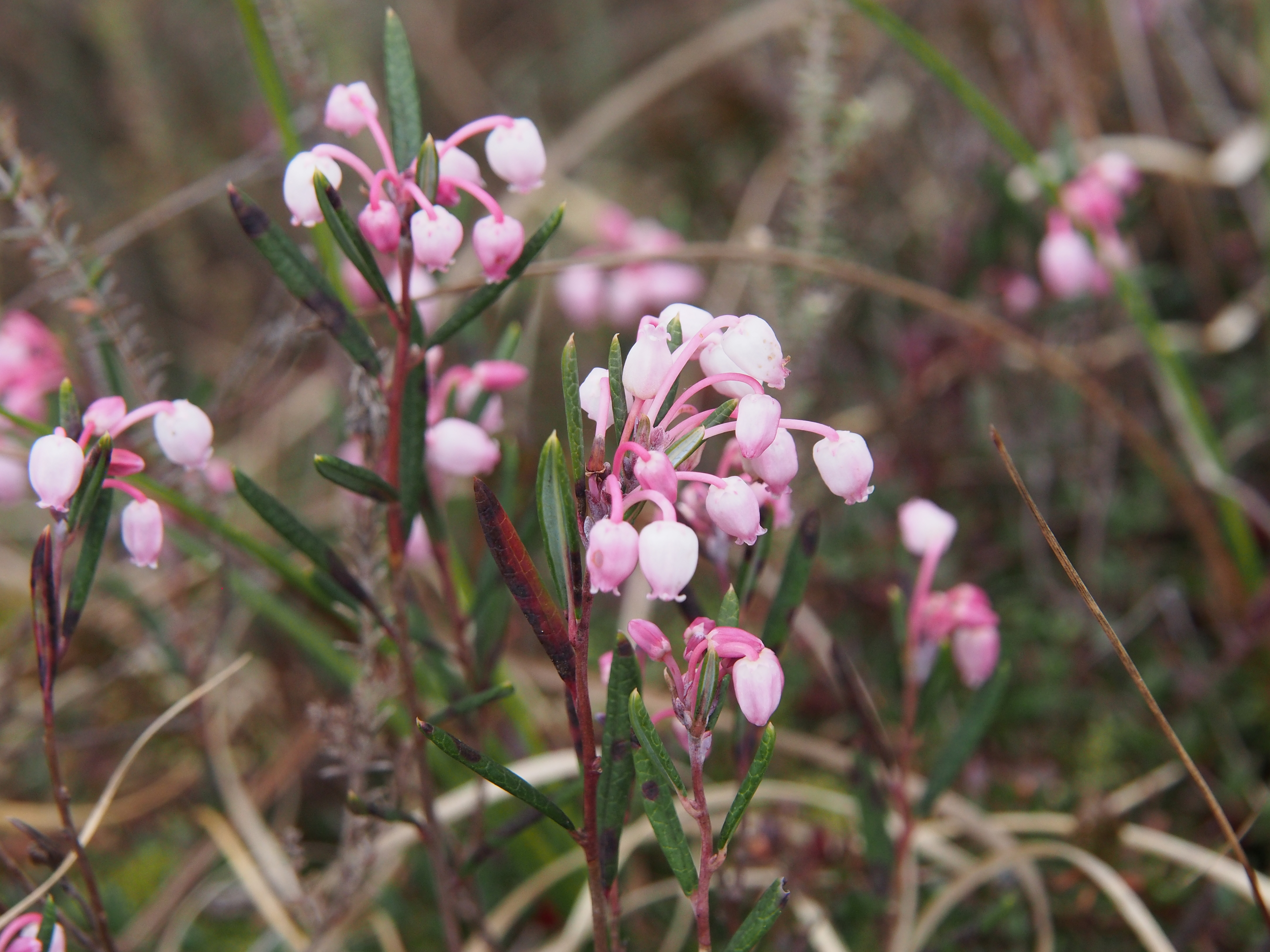
Blüten
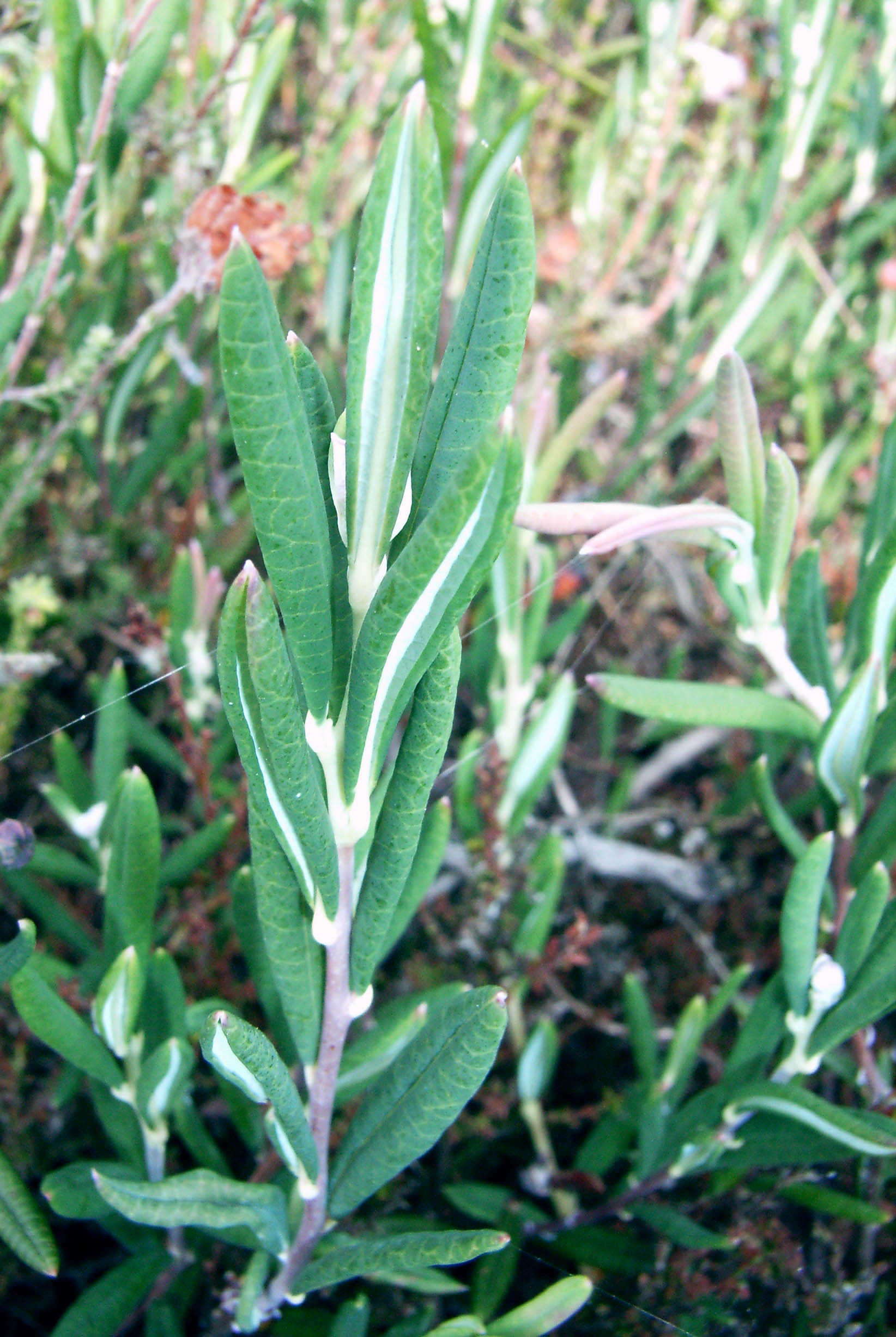
Zweig mit wechselständigen, typisch eingerollten Laubblättern